# Andrés Gaos
Andrés Gaos Berea (født 31. marts 1874 i La Coruna, Spanien, død 13. marts 1959 i Mar del Plata, Argentina), var en spansk komponist, violinist og professor.
Gaos studerede violin og komposition på Musikkonservatoriet i Madrid. Han tog senere til Paris og Bruxelles og studerede videre dér. Han emigrerede til Buenos Aires (1895) og blev professor i violin på Alberto Williamss Conservatorio de Musica de Buenos Aires.
Gaos, der var en af datidens betydelige spanske komponister, har skrevet to symfonier, orkesterværker, violinkoncert, opera, klaverstykker, vokalværker, kammermusik og instrumentalværker for mange instrumenter etc.

## Udvalgte værker
- Symfoni nr. 1 (1916) - for orkester
- Symfoni nr. 2 "I bjergene i Galicien" (1959) - for orkester
- Violinkoncert (1933) - for violin og orkester
- "Forbudt kærlighed" (1915) - opera